# Khairenitar
Khairenitar (nep. खैरेनीटार) – gaun wikas samiti w zachodniej części Nepalu w strefie Gandaki w dystrykcie Tanahu. Według nepalskiego spisu powszechnego z 2001 roku liczył on 1822 gospodarstw domowych i 8668 mieszkańców (4614 kobiet i 4054 mężczyzn).